# Phyllopetalia pudu
Phyllopetalia pudu là một loài chuồn chuồn ngô thuộc họ Austropetaliidae. Nó được tìm thấy ở Argentina và Chile. Môi trường sống tự nhiên của nó là các con sông. Nó bị đe dọa do mất môi trường sống.